# Challenge Cup 2010-11 (kvinder)
 For alternative betydninger, se Challenge Cup 2010-11. (Se også artikler, som begynder med Challenge Cup 2010-11)
Challenge Cup 2010–11 for kvinder var den 11. udgave af Challenge Cup arrangeret af European Handball Federation. Turneringen havde deltagelse af 22 klubber og blev spillet i perioden 15. oktober 2010 – 15. maj 2011.

## Resultater

### 2. runde
Anden runde havde deltagelse af tre hold, som spillede om én ledig plads i tredje runde. de tre hold spillede en enkeltturnering. Vinderen af gruppen gik videre til 3. runde. Kampene blev spillet i Leiria, Portugal.
| Dato   | Kamp                     | Res.  |
| ------ | ------------------------ | ----- |
| 15.10. | Great Dane HC – Juve Lis | 19–32 |
| 16.10. | AS Aris – Great Dane HC  | 20–31 |
| 17.10. | Juve Lis – AS Aris       | 36–25 |

| Hold          | Kampe | Mål   | Point |
| ------------- | ----- | ----- | ----- |
| Juve Lis      | 2     | 68-44 | 4     |
| Great Dane HC | 2     | 50-52 | 2     |
| AS Aris       | 2     | 45-67 | 0     |

### 3. runde
Tredje runde havde deltagelse af otte hold, der spillede om fire pladser i ottendedelsfinalerne. De deltagende hold var:
- Ét hold fra 2. runde.
- Syv seedede hold, der først trådte ind i turneringen i 3. runde.

| Dato    | Dato    | Hjemmehold i 1. kamp  | Hjemmehold i 2. kamp    | Resultat | Resultat | Resultat |
| 1. kamp | 2. kamp | Hjemmehold i 1. kamp  | Hjemmehold i 2. kamp    | Samlet   | 1. kamp  | 2. kamp  |
| ------- | ------- | --------------------- | ----------------------- | -------- | -------- | -------- |
| 13.11.  | 20.11.  | HC Rhino              | HandbalAcademie         | 48–74    | 21-29    | 27-45    |
| 20.11.  | 21.11.  | Stopiņu NHK           | Juve Lis                | 36–64    | 14-31    | 22-33    |
| 13.11.  | 14.11.  | Handball Cercle Nîmes | Galitjanka              | 81–35    | 41-16    | 40-19    |
| 13.11.  | 21.11.  | ZORK Jagodina         | Anadolu Üniversitesi SK | 59–40    | 35-17    | 24-23    |

### Ottendedelsfinaler
Ottendelsfinalerne havde deltagelse af 16 hold, som spillede om otte pladser i kvartfinalerne:
- Fire hold fra 2. runde.
- Tolv seedede hold, der først trådte ind i turneringen i 1/8-finalerne.

| Dato    | Dato    | Hjemmehold i 1. kamp    | Hjemmehold i 2. kamp    | Resultat | Resultat | Resultat |
| 1. kamp | 2. kamp | Hjemmehold i 1. kamp    | Hjemmehold i 2. kamp    | Samlet   | 1. kamp  | 2. kamp  |
| ------- | ------- | ----------------------- | ----------------------- | -------- | -------- | -------- |
| 5.2.    | 12.2.   | Muratpaşa Belediyesi SK | Juve Lis                | 54–36    | 29-17    | 25-19    |
| 6.2.    | 12.2.   | MizuWaAi Dalfsen        | Handball Cercle Nîmes   | 45–61    | 26-34    | 19-27    |
| 12.2.   | 13.2.   | ABU Baku                | Sokol Písek             | 55–68    | 29-33    | 26-35    |
| 5.2.    | 12.2.   | ZORK Jagodina           | US Mios Biganos         | 61–63    | 31-28    | 30-35    |
| 12.2.   | 13.2.   | Comitel Vigasio         | ORK Vrnjaska Banja RC95 | 64–56    | 29-27    | 35-29    |
| 12.2.   | 13.2.   | Yellow Winterthur HC    | Spartak Kiev            | 37–56    | 16-22    | 21-34    |
| -       | -       | FS Arion                | RK Zito Prilep          | 00–20    | 00-10    | 00-10    |
| 5.2.    | 6.2.    | HandbalAcademie         | Colégio de Gaia         | 69–45    | 40-21    | 29-24    |

### Kvartfinaler
Kvartfinalerne havde deltagelse af de otte vinderhold fra ottendedelsfinalerne, som spillede om fire pladser i semifinalerne.
| Dato    | Dato    | Hjemmehold i 1. kamp    | Hjemmehold i 2. kamp  | Resultat | Resultat | Resultat |
| 1. kamp | 2. kamp | Hjemmehold i 1. kamp    | Hjemmehold i 2. kamp  | Samlet   | 1. kamp  | 2. kamp  |
| ------- | ------- | ----------------------- | --------------------- | -------- | -------- | -------- |
| 12.3.   | 19.3.   | Muratpaşa Belediyesi SK | Spartak Kiev          | 54–49    | 31-20    | 23-29    |
| 11.3.   | 12.3.   | Comitel Vigasio         | Handball Cercle Nîmes | 57–75    | 23-34    | 34-41    |
| 13.3.   | 20.3.   | US Mios Biganos         | RK Zito Prilep        | 69–42    | 41-23    | 28-19    |
| 12.3.   | 19.3.   | HandbalAcademie         | Sokol Písek           | 61–53    | 26-26    | 35-27    |

### Semifinaler
Semifinalerne havde deltagelse af de fire vinderhold fra kvartfinalerne, som spillede om de to pladser i finalen.
| Dato    | Dato    | Hjemmehold i 1. kamp | Hjemmehold i 2. kamp    | Resultat | Resultat | Resultat |
| 1. kamp | 2. kamp | Hjemmehold i 1. kamp | Hjemmehold i 2. kamp    | Samlet   | 1. kamp  | 2. kamp  |
| ------- | ------- | -------------------- | ----------------------- | -------- | -------- | -------- |
| 10.4.   | 16.4.   | HandbalAcademie      | Muratpaşa Belediyesi SK | 67–75    | 32-33    | 35-42    |
| 10.4.   | 16.4.   | US Mios Biganos      | Handball Cercle Nîmes   | 61–55    | 27-28    | 34-27    |

### Finale
| Dato    | Dato    | Hjemmehold i 1. kamp | Hjemmehold i 2. kamp    | Resultat | Resultat | Resultat |
| 1. kamp | 2. kamp | Hjemmehold i 1. kamp | Hjemmehold i 2. kamp    | Samlet   | 1. kamp  | 2. kamp  |
| ------- | ------- | -------------------- | ----------------------- | -------- | -------- | -------- |
| 8.5.    | 15.5.   | US Mios Biganos      | Muratpaşa Belediyesi SK | 61–55    | 31-26    | 30-29    |